# ییریتسه (ناحیه نیمبورک)
ییریتسه (به چکی: Jiřice) یک منطقهٔ مسکونی در جمهوری چک است که در ناحیه نیمبورک واقع شده است.